# Correbidia similis
Correbidia similis là một loài bướm đêm thuộc phân họ Arctiinae, họ Erebidae.